# Bundesstraße 500

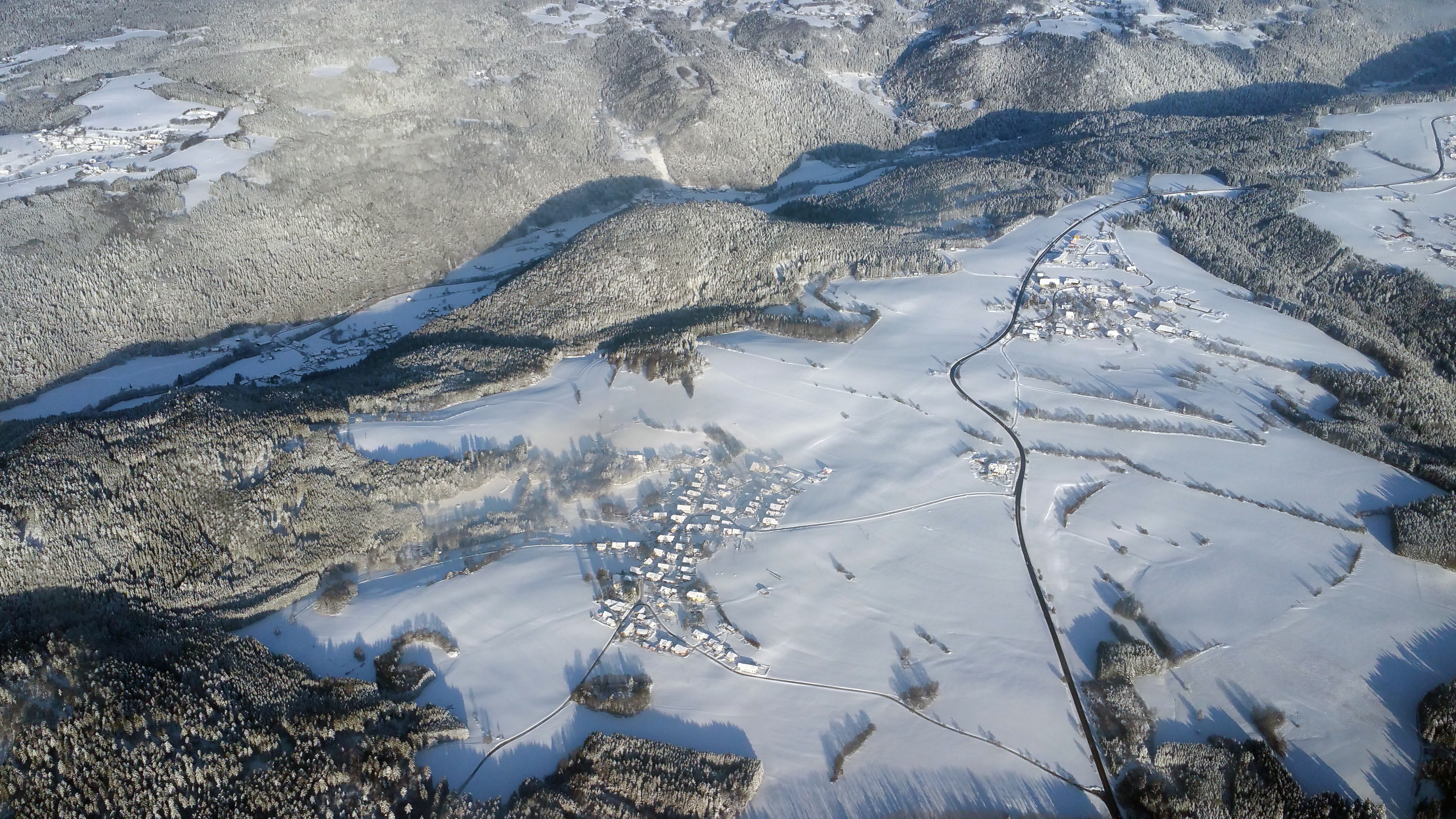
Die B500 bei Tiefenhäusern auf einer Luftaufnahme vom 31. Januar 2015

Die Bundesstraße 500 (Abkürzung: B 500) ist eine Bundesstraße in Deutschland. Sie beginnt an der Grenze zu Frankreich bei Iffezheim und endet an der B 34 in Waldshut.

## Geschichte
Zur Zeit des Nationalsozialismus war eine Panoramastraße über den ganzen Schwarzwald von Baden-Baden bis Waldshut geplant. Verwirklicht wurden davon aber nur folgende Teile: Die Schwarzwaldhochstraße im Nordschwarzwald von Baden-Baden bis Freudenstadt und die zwei Abschnitte im Südschwarzwald von Triberg bis Waldshut, diese bilden heute die B 500. Der westliche Abschnitt vom Rhein nach Baden-Baden kam erst in den 1970er Jahren dazu.

## Geplanter Ausbau und Umwidmung zur Autobahn
Das Teilstück zwischen Baden-Baden und dem Grenzübergang zu Frankreich bei Iffezheim (Fortsetzung als Departementsstraße 4) soll mittelfristig durchgehend vierspurig ausgebaut und zur Autobahn A 863 umgewidmet werden. Die Anschlussstelle Baden-Baden, welche die B 500 mit der Autobahn A 5 verknüpft und bereits als Kleeblatt ausgebaut ist, wird dann zum Autobahnkreuz Baden-Baden. Auf französischer Seite wurde bisher nur ein kurzes Teilstück im Bereich des Outlet-Centers vierspurig ausgebaut.

## Sehenswürdigkeiten

### An derSchwarzwaldhochstraße
- Die Pferderennbahn in Iffezheim
- Die Bäderstadt Baden-Baden

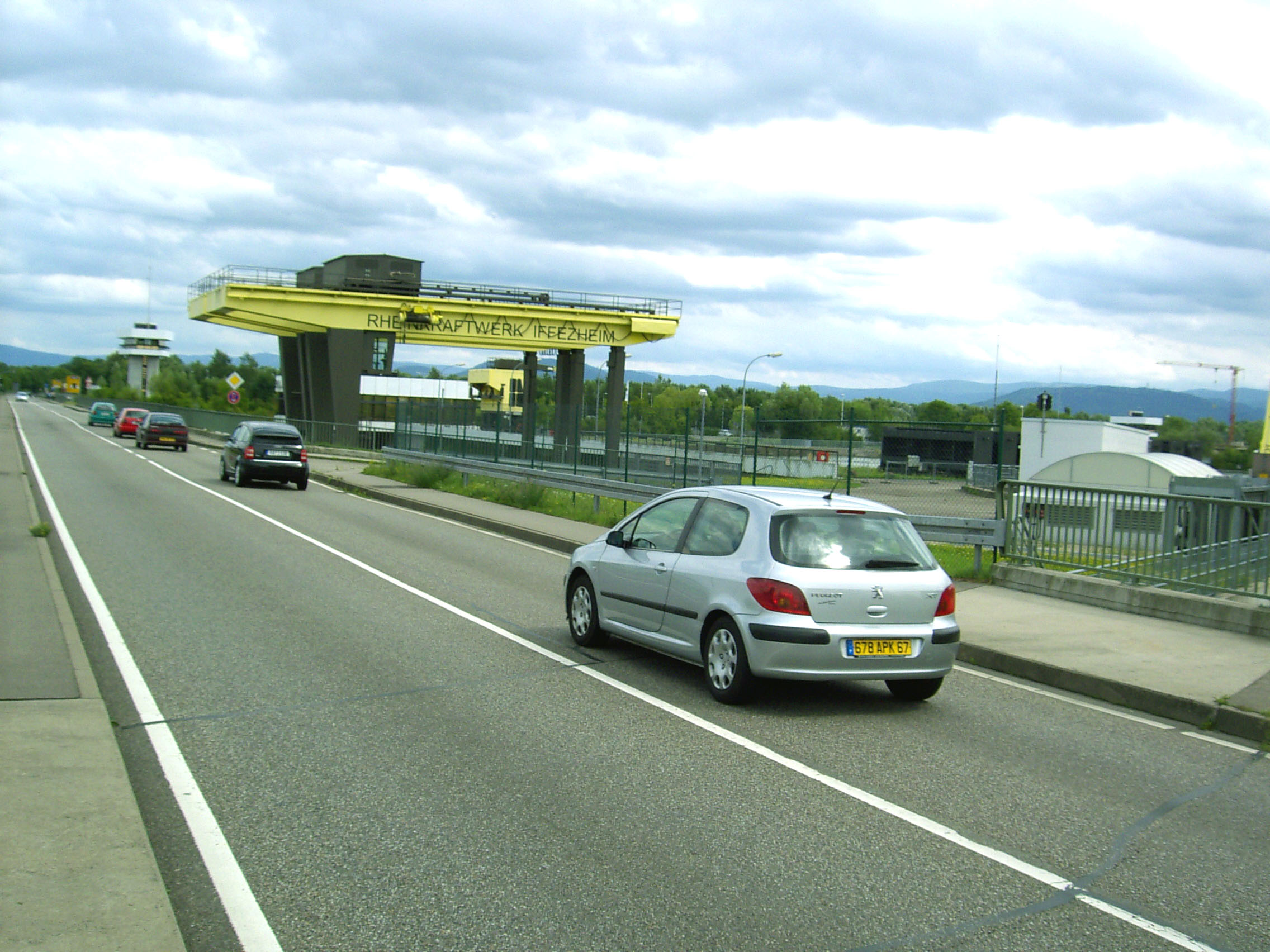
Rheinübergang bei Iffezheim

- Die Hornisgrinde, die höchste Erhebung des Nordschwarzwalds
- Der Mummelsee

### An der Bundesstraße 500 im Südschwarzwald
- Triberg mit den höchsten Wasserfällen Deutschlands außerhalb der Alpen
- Die Uhrenstadt Furtwangen mit dem Deutschen Uhrenmuseum
- Der Wintersportort Hinterzarten
- Der Titisee
- Der Speicherstausee Schluchsee
- Das höchstgelegene beheizte Waldfreibad Deutschlands in Höchenschwand